# Luis Guevara Mora
Luis Ricardo Guevara Mora (San Salvador, 2 de setembro de 1961) é um ex-futebolista e treinador de futebol salvadorenho que atuava como goleiro. Tornou-se famoso por levar dez gols da Hungria na Copa de 1982,  na maior goleada da história das Copas do Mundo.

## Carreira
Apelidado de El Negro (ou El Loco), Guevara praticava beisebol e basquete, ganhando alguns títulos escolares nos dois esportes. No entanto, decidiu-se pelo futebol, incentivado por Raúl Alfredo Magaña, goleiro de El Salvador na primeira Copa disputada pelo país, em 1970, que tornaria-se seu mentor na carreira, iniciada profissionalmente em 1979, no Atlético Marte, clube onde teria outras três passagens.
Em 1982, Guevara mudou-se para a Espanha, onde defenderia o Real Murcia por um ano. A passagem do goleiro pelo futebol europeu durou pouco tempo, e o goleiro assinaria com o Buffalo Stallions dos Estados Unidos, onde jogou uma temporada antes de voltar a seu país, vestindo as camisas de Once Lobos, Águila e Alianza, além de ter jogado por Xelajú e Aurora, ambos na vizinha Guatemala. Após um ano em inatividade, teve sua quarta e última passagem pelo Atlético Marte, em 2002. No ano seguinte, assinou com o San Salvador, onde acumulou também a função de treinador antes da aposentadoria, aos 41 anos.

## Carreira na seleção
Estreou na Seleção de El Salvador em 1979, mas chamaria a atenção em 1982, quando seu país enfrentaria a Hungria, em Elche. Aos 20 anos, era o goleiro mais jovem da Copa, desbancando Eduardo Hernández e José Luis Munguía, ambos mais velhos que ele, na disputa pela vaga de titular.
Porém, o goleiro nada fez para evitar a maior goleada da história dos Mundiais: 10 a 1 a favor da Hungria - somente László Kiss, que era reserva, fez três gols, enquanto Luis Ramírez fez o gol de honra dos centro-americanos (também o único dos Cuscatlecos na história da competição). Embora tivesse sido vazado duas vezes (1 a 0 para a Bélgica e 2 a 0 para a Argentina), Guevara ficaria marcado para sempre pela goleada frente aos húngaros, mas decidiu seguir na Seleção até 1996, tendo jogado 50 partidas até aquele ano.

## Carreira de treinador
Em 2000, iniciou a carreira de treinador no Atlético Marte depois de ficar sem clube ao final da temporada anterior. Após a passagem como jogador e técnico do San Salvador em 2003, voltaria a comandar os Carabineros em 2010 e 2016.
Também foi treinador de goleiros do Deportivo UES entre 2012 e 2014 e técnico do Quequeisque na temporada 2015–16.

## Títulos
- Liga de Fútbol Profesional: 5

1980–81 (Atlético Marte), 1991–92, 1996–97, 1998–9 (todos pelo Alianza), 2002–03 (San Salvador)
- Liga Nacional de Fútbol: 1

1992–93 (Aurora)

## Links
- Luis Guevara Mora em National-Football-Teams.com